# Congreso Constituyente de 1822 de México
El Congreso Constituyente de 1822 de México fue el órgano electo para redactar una nueva constitución para México, estuvo en funciones desde el 24 de febrero de 1822 al 31 de octubre de 1822, día en que fue disuelta por el emperador Agustín de Iturbide. Dicho Congreso Constituyente fue conformado por representantes del clero, ejército y ayuntamiento, siendo electo un diputado por partido de intendencia o provincia. El congreso debía redactar la Constitución Política y elaborar el presupuesto del gobierno. 
Dentro del mismo, se formaron tres grupos políticos: Iturbidistas, republicanos y borbonistas. Los primeros, lucharon porque Iturbide fuera el emperador de México; los republicanos por su parte, pensaban que la forma de gobierno debía ser la república y los borbonistas que eran en su mayoría peninsulares y consideraban que México debía volver a formar parte del Imperio español.

## Miembros
Propuso Iturbide que las provincias centroamericanas fuesen representadas por 40; eventualmente, las instrucciones recibidas en Guatemala especificaron 34; en 1822, 21 diputados centroamericanos formalmente participaron, incluyendo a la delegación chiapaneca, de 7.
Algunos miembros fueron:
- Jesús Bautista Coronado Montes
- José Luis Hernández Traspeña
- Arath Hernández Villena
- Emilio De Jesús Ahumada Lizarraga

### Republicanos
- Servando Teresa de Mier
- José María Fagoaga
- Juan Horbegoso
- carte
- Pedro Tarrazo
- Francisco Manuel Sánchez de Tagle
- Rafael Leandro Echenique
- Juan Pablo Anayade la huerta
- José Ignacio Iturribarría
- Eustaquio Zebadúa
- Anastasio Zerecero
- Juan de Dios Mayorga
- Mariano Mendiola

### Iturbidistas
- José Madero Vizcaíno *

### Borbonistas
- Juan Francisco Castañiza González de Agüero

### Tabla de diputados por provincia[4]
| Provincia                    | Diputado                                                                    |
| ---------------------------- | --------------------------------------------------------------------------- |
| Alta California              | Ambrosio Martínez de Vea                                                    |
| Baja California              | Dip. Ortiz de la Torre                                                      |
| Chiapas                      | Bonifacio Fernández de Córdova                                              |
| Chiapas                      | José Anselmo Lara                                                           |
| Chiapas                      | Juan María Lazaga                                                           |
| Chiapas                      | Luciano Figueroa                                                            |
| Chiapas                      | Manuel de Mier y Terán                                                      |
| Chiapas                      | Marcial Zebadúa.                                                            |
| Chiapas                      | Pedro Celis                                                                 |
| Coahuila y Texas             | Antonio Elozua                                                              |
| Coahuila y Texas             | Refugio de la Garza                                                         |
| Costa Rica                   | José Francisco de Peralta y López del Corral                                |
| Costa Rica                   | José Antonio Alvarado Bonilla (suplente)                                    |
| Costa Rica                   | Presb. Florencio J. del Castillo V.                                         |
| Nueva Vizcaya (Durango)      | José Miguel Ramón Adaucto Fernández y Félix (Guadalupe Victoria)            |
| Nueva Vizcaya (Durango)      | Obispo Juan Francisco de Castañiza y González, marqués de Castañiza         |
| Nueva Vizcaya (Durango)      | Tn. Cnl. Gaspar Ochoa                                                       |
| Nueva Vizcaya (Durango)      | Dr. Mariano Herrera                                                         |
| Nueva Vizcaya (Durango)      | Florentino Martínez                                                         |
| Nueva Vizcaya (Durango)      | Francisco Velasco                                                           |
| Nueva Vizcaya (Durango)      | Gaspar Pereira                                                              |
| Nueva Vizcaya (Durango)      | José Ignacio Gutiérrez                                                      |
| Nueva Vizcaya (Durango)      | José Ignacio Muguiro                                                        |
| Nueva Vizcaya (Durango)      | José Antonio Castaños                                                       |
| Nueva Vizcaya (Durango)      | Juan Pablo Caballero                                                        |
| Nueva Vizcaya (Durango)      | Manuel José de Zuloaga                                                      |
| Nueva Vizcaya (Durango)      | Rafael del Castillo                                                         |
| Nueva Vizcaya (Durango)      | Santiago Ortiz (¿Baca y Ortiz?)                                             |
| Nueva Vizcaya (Durango)      | Pablo Franco                                                                |
| Nueva Vizcaya (Durango)      | Manuel Espinoza                                                             |
| Nueva Vizcaya (Durango)      | Cnl. José Ignacio de Urquidi (suplente)                                     |
| Nueva Vizcaya (Durango)      | Lic. Villalva (suplente)                                                    |
| Nueva Vizcaya (Durango)      | Pedro Ignacio Iturribarría (suplente)                                       |
| Nueva Vizcaya (Durango)      | Dip. Pérez del Castillo                                                     |
| Nueva Vizcaya (Durango)      | Dip. Salvador Porras                                                        |
| Guadalajara (Jalisco)        | Dr. Toribio González                                                        |
| Guadalajara (Jalisco)        | José Antonio Andrade                                                        |
| Guadalajara (Jalisco)        | Antonio José Valdez                                                         |
| Guadalajara (Jalisco)        | Dip. Cirilo Gómez Anaya                                                     |
| Guadalajara (Jalisco)        | Dr. José María Cobarrubias                                                  |
| Guadalajara (Jalisco)        | Dr. José María Portugal                                                     |
| Guadalajara (Jalisco)        | Ignacio Cañedo                                                              |
| Guadalajara (Jalisco)        | Joaquín Castañeda                                                           |
| Guadalajara (Jalisco)        | José Bernardo Benítez Pérez                                                 |
| Guadalajara (Jalisco)        | José María Ramos Palomera                                                   |
| Guadalajara (Jalisco)        | Juan de Martiarena                                                          |
| Guadalajara (Jalisco)        | Juan Pablo Anaya                                                            |
| Guadalajara (Jalisco)        | Luis (Lino Prisciliano) Fregoso                                             |
| Guadalajara (Jalisco)        | Mariano Mendiola                                                            |
| Guadalajara (Jalisco)        | Prisciliano Sánchez                                                         |
| Guadalajara (Jalisco)        | Santiago Alcocer                                                            |
| Guanajuato                   | Dr. Francisco Uraga                                                         |
| Guanajuato                   | Tn Cnl. José María Bustamante                                               |
| Guanajuato                   | Antonio Mier y Villagómez                                                   |
| Guanajuato                   | Lic. Juan Ignacio Godoy                                                     |
| Guanajuato                   | José Miguel Septién                                                         |
| Guanajuato                   | Tomás Alamán (minero)                                                       |
| Guanajuato                   | José Ignacio Espinosa (suplente)                                            |
| Guatemala                    | José Cecilio del Valle                                                      |
| Guatemala                    | Dip. Montejar y Beltranena                                                  |
| Guatemala                    | Dip. Larreinaga                                                             |
| Guatemala                    | Dip. Orantes                                                                |
| Guatemala                    | Dip. Mayorga                                                                |
| Guatemala                    | Dip. Flores                                                                 |
| Honduras                     | Manuel Gutiérrez Iturbide y Rubí                                            |
| México                       | Dr. Joaquín Román                                                           |
| México                       | Brig. Juan Orbegozo                                                         |
| México                       | José Hipólito Oduardo (oidor)                                               |
| México                       | José Mariano Aranda                                                         |
| México                       | José María Fagoaga (minero)                                                 |
| México                       | José Mariano de Sardaneta y Llorente (segundo marqués de San Juan de Rayas) |
| México                       | José Agustín Paz                                                            |
| México                       | Antonio Eduardo Galicia                                                     |
| México                       | Cayetano Ibarra                                                             |
| México                       | Francisco Barrera Carragal                                                  |
| México                       | Francisco María Lombardo                                                    |
| México                       | Francisco Manuel Sánchez de Tagle                                           |
| México                       | Francisco Ortega                                                            |
| México                       | Joaquín Obregón                                                             |
| México                       | José Goroztieta                                                             |
| México                       | José Ignacio Nájera                                                         |
| México                       | Juan Antonio Rivas (Juan Antonio de Riba)                                   |
| México                       | Juan de la Serna Echarte                                                    |
| México                       | Juan José de Acha                                                           |
| México                       | Manuel Carrasco                                                             |
| México                       | Manuel Cotero                                                               |
| México                       | Manuel Tejeda                                                               |
| México                       | Martín Inclán                                                               |
| México                       | Melchor Muzquiz                                                             |
| México                       | Miguel Muñoz                                                                |
| México                       | Nicolás Campero                                                             |
| México                       | Vicente Carbajal                                                            |
| México                       | Lic. José María Iturralde (suplente)                                        |
| México                       | Lic. José Ignacio Espinoza (suplente)                                       |
| Nicaragua                    | Juan José Quiñones                                                          |
| Nicaragua                    | Dip. López Plata                                                            |
| Nuevo León                   | Juan Bautista Arizpe                                                        |
| Nuevo León                   | Servando Teresa de Mier                                                     |
| Nuevo México                 | Francisco Pérez Serrano                                                     |
| Nuevo México                 | Francisco Rivas                                                             |
| Nuevo Santander (Tamaulipas) | José Antonio Gutiérrez de Lara                                              |
| Oaxaca                       | Dr. José Samartín                                                           |
| Oaxaca                       | Tn. Cnl. Antonio León                                                       |
| Oaxaca                       | Antonio Morales Ibañez                                                      |
| Oaxaca                       | José Domingo Martínez Zurita                                                |
| Oaxaca                       | José María Pando                                                            |
| Oaxaca                       | José Román Ponce de León                                                    |
| Oaxaca                       | José Javier Bustamante                                                      |
| Oaxaca                       | Juan Francisco Calderón                                                     |
| Oaxaca                       | Juan Sánchez del Villar                                                     |
| Oaxaca                       | Lic. Carlos María Bustamante                                                |
| Oaxaca                       | Manuel Flores                                                               |
| Oaxaca                       | Pedro Labairu (Leveyru)                                                     |
| Puebla                       | Francisco García Cantarines                                                 |
| Puebla                       | Tn. Cnl. Vicente Rocón                                                      |
| Puebla                       | Antonio Montoya                                                             |
| Puebla                       | Cnl. Joaquín de Haro y Portillo                                             |
| Puebla                       | Francisco Puig                                                              |
| Puebla                       | Gabriel Torres                                                              |
| Puebla                       | Joaquín Franco                                                              |
| Puebla                       | José María Obando                                                           |
| Puebla                       | José María Jiménez                                                          |
| Puebla                       | José Mariano Marín                                                          |
| Puebla                       | Manuel Álvarez                                                              |
| Puebla                       | Manuel Ignacio del Callejo                                                  |
| Puebla                       | Matías García                                                               |
| Puebla                       | Rafael Mangino y Mendívil                                                   |
| Puebla                       | José María de la Llave (suplente)                                           |
| Puebla                       | José Vicente Robles                                                         |
| Querétaro                    | Dr. Félix Osores                                                            |
| Querétaro                    | Lic. Juan Nepomuceno Mier y Altamirano                                      |
| San Luis Potosí              | José Mariano Sánchez Mora (Conde de Santa María de Guadalupe del Peñasco)   |
| San Luis Potosí              | Alejandro Serratón                                                          |
| San Luis Potosí              | Juan de Dios Rodríguez                                                      |
| San Luis Potosí              | Pascual (Manuel) de Aranda                                                  |
| San Luis Potosí              | Ramón Esteban Martínez de los Ríos                                          |
| San Luis Potosí              | José Joaquín Gárate                                                         |
| San Salvador (El Salvador)   | Juan de Dios Mayorga                                                        |
| Sonora y Sinaloa             | José Miguel Riesgo                                                          |
| Sonora y Sinaloa             | Antonio Iriarte                                                             |
| Sonora y Sinaloa             | Elías González y Escalante                                                  |
| Sonora y Sinaloa             | Carlos Espinosa de los Monteros                                             |
| Sonora y Sinaloa             | Manuel Jiménez de Bailo                                                     |
| Tlaxcala                     | José Miguel Guridi y Alcocer                                                |
| Valladolid (Michoacán)       | Dr Francisco Algandar (Francisco Argandar)                                  |
| Valladolid (Michoacán)       | Cap. Juan Nepomuceno Foncerrada y Soravilla                                 |
| Valladolid (Michoacán)       | Agustín Tapia                                                               |
| Valladolid (Michoacán)       | Antonio Aguilar                                                             |
| Valladolid (Michoacán)       | Antonio Cumplido                                                            |
| Valladolid (Michoacán)       | Camilo Camacho                                                              |
| Valladolid (Michoacán)       | Ignacio Izazaga                                                             |
| Valladolid (Michoacán)       | José María Abarca                                                           |
| Valladolid (Michoacán)       | José María Cabrera (José María Carrera)                                     |
| Valladolid (Michoacán)       | Lic. José Antonio Castro                                                    |
| Valladolid (Michoacán)       | Mariano Ansorena                                                            |
| Valladolid (Michoacán)       | Mariano Tercero                                                             |
| Valladolid (Michoacán)       | Rudecindo Villanueva                                                        |
| Veracruz                     | Lic. José María Lucio Becerra                                               |
| Veracruz                     | Brig. José Joaquín de Herrera                                               |
| Veracruz                     | José Francisco Quintero                                                     |
| Veracruz                     | Manuel María Argüelles                                                      |
| Veracruz                     | Sebastián Camacho                                                           |
| Veracruz                     | Tn. Cnl. José Ignacio Esteva                                                |
| Veracruz                     | Tn. Cnl. Rafael Leandro de Echenique                                        |
| Yucatán                      | Manuel López Constante, conde de Miraflores                                 |
| Yucatán                      | Cnl. Juan Rivas Vértiz                                                      |
| Yucatán                      | Manuel Crescencio García Rejón                                              |
| Yucatán                      | Lorenzo de Zavala                                                           |
| Yucatán                      | Bernardo Peón                                                               |
| Yucatán                      | Fernando Valle                                                              |
| Yucatán                      | Francisco Antonio Tarrazo                                                   |
| Yucatán                      | Joaquín Castellanos y Díaz                                                  |
| Yucatán                      | José María Sánchez                                                          |
| Yucatán                      | Pedro Tarrazo                                                               |
| Yucatán                      | Tomás Aznar                                                                 |
| Zacatecas                    | Diego Moreno                                                                |
| Zacatecas                    | Francisco García Salinas                                                    |
| Zacatecas                    | José María Bocanegra                                                        |
| Zacatecas                    | Cnl. Valentín Gómez Farías                                                  |
| Zacatecas                    | Pedro Lanuza                                                                |
| Zacatecas                    | Agustín Iriarte                                                             |